# Horná Streda
Horná Streda (węg. Felsőszerdahely) – wieś i gmina (obec) w powiecie Nowe Miasto nad Wagiem, w kraju trenczyńskim, w zachodniej Słowacji. Zamieszkuje ją około 1386 osób (stan na 2016).

## Historia
Wieś została wspomniana po raz pierwszy w 1263 w dokumentach historycznych.

## Geografia
Centrum wsi leży na wysokości 169 m n.p.m. Gmina zajmuje powierzchnię 9,83 km².
Miejscowość leży nad brzegiem rzeki Wag i znajduje się w niej mała elektrownia wodna.

## Zasoby genealogiczne
Zapisy badań genealogicznych przechowywane są w archiwum państwowym „Statny Archiv w Bratysławie, na Słowacji”.
- zapisy kościoła rzymskokatolickiego (urodzenia/małżeństwa/zgony) w parafii A
- zapisy kościoła luterańskiego (urodzenia/małżeństwa/zgony) w parafii B